# Plongeon aux Jeux olympiques d'été de 1972
Navigation
Mexico 1968 Montréal 1976
Aux Jeux olympiques d'été de 1972, quatre épreuves de plongeon, à parfaite parité entre hommes et femmes, furent organisées dans la Olympia Schwimmhalle du 27 août au 4 septembre. 90 plongeurs venus de 25 pays se disputèrent les 12 médailles mises en jeu.

## Tableau des médailles pour le plongeon
| Place | Nation             | Médaille d'or | Médaille d'argent | Médaille de bronze | Total |
| ----- | ------------------ | ------------- | ----------------- | ------------------ | ----- |
| = 1   | États-Unis         | 1             | 1                 | 1                  | 3     |
| = 1   | Italie             | 1             | 1                 | 1                  | 3     |
| 3     | Suède              | 1             | 1                 | 0                  | 2     |
| 4     | Union soviétique   | 1             | 0                 | 0                  | 1     |
| 5     | Tchécoslovaquie    | 0             | 1                 | 0                  | 1     |
| 6     | Allemagne de l'Est | 0             | 0                 | 2                  | 2     |

## Participants par nations
| - Australie (3) - Autriche (4) - Canada (8) - Colombie (2) - Espagne (2) | - États-Unis (8) - Finlande (2) - France (3) - Indonésie (1) - Italie (2) | - Jamaïque (1) - Japon (3) - Mexique (4) - Norvège (1) - Pays-Bas (2) | - Pologne (3) - Porto Rico (1) - Allemagne de l'Est (7) - Allemagne de l'Ouest (9) - Roumanie (3) | - Royaume-Uni (8) - Suède (2) - Suisse (1) - Tchécoslovaquie (1) - Union soviétique (9) |

## Résultats

### Tremplin 3 mètres
| Rang               | Pays                 | Plongeur            | Points |
| ------------------ | -------------------- | ------------------- | ------ |
| Médaille d'or      | Union soviétique     | Vladimir Vasin      | 594,09 |
| Médaille d'argent  | Italie               | Franco Cagnotto     | 591,63 |
| Médaille de bronze | États-Unis           | Craig Lincoln       | 577,29 |
| 4                  | Italie               | Klaus Dibiasi       | 559,05 |
| 5                  | États-Unis           | Michael Finneran    | 557,34 |
| 6                  | Union soviétique     | Vyacheslav Strakhov | 556,20 |
| 7                  | Allemagne de l'Est   | Falk Hoffmann       | 544,95 |
| 8                  | Allemagne de l'Ouest | Norbert Huda        | 524,16 |

| Rang               | Pays               | Pongeuse          | Points |
| ------------------ | ------------------ | ----------------- | ------ |
| Médaille d'or      | États-Unis         | Micki King        | 450,03 |
| Médaille d'argent  | Suède              | Ulrika Knape      | 434,19 |
| Médaille de bronze | Allemagne de l'Est | Marina Janicke    | 430,92 |
| 4                  | États-Unis         | Janet Ely         | 420,99 |
| 5                  | Canada             | Beverly Boys      | 418,89 |
| 6                  | Suède              | Agneta Henriksson | 417,48 |
| 7                  | États-Unis         | Cynthia Potter    | 413,58 |
| 8                  | Pologne            | Elzbieta Wierniuk | 408,36 |

### Plateforme 10 mètres
| Rang               | Pays               | Plongeur           | Points |
| ------------------ | ------------------ | ------------------ | ------ |
| Médaille d'or      | Italie             | Klaus Dibiasi      | 504,12 |
| Médaille d'argent  | États-Unis         | Richard Rydze      | 480,75 |
| Médaille de bronze | Italie             | Franco Cagnotto    | 475,83 |
| 4                  | Allemagne de l'Est | Lothar Matthes     | 465,75 |
| 5                  | Union soviétique   | David Ambartsumyan | 463,56 |
| 6                  | États-Unis         | Richard Early      | 462,45 |
| 7                  | Union soviétique   | Vladimir Kapyrulin | 459,21 |
| 8                  | Mexique            | Carlos Giron       | 442,41 |

| Rang               | Pays               | Pongeuse          | Points |
| ------------------ | ------------------ | ----------------- | ------ |
| Médaille d'or      | Suède              | Ulrika Knape      | 390,00 |
| Médaille d'argent  | Tchécoslovaquie    | Milena Duchková   | 370,92 |
| Médaille de bronze | Allemagne de l'Est | Marina Janicke    | 360,54 |
| 4                  | États-Unis         | Janet Ely         | 352,68 |
| 5                  | États-Unis         | Micki King        | 346,38 |
| 6                  | Allemagne de l'Est | Sylvia Fiedler    | 341,67 |
| 7                  | Canada             | Nancy Robertson   | 334,02 |
| 8                  | Autriche           | Ingeborg Pertmayr | 321,03 |

## Source
- (en) The Official Report for the Games of the XX Olympiad Munich 1972 - Volume 3: The competitions, [PDF]